# カニクイイヌ
カニクイイヌ（蟹食犬、学名: Cerdocyon thous）は、哺乳綱食肉目イヌ科カニクイイヌ属に分類される食肉類。本種のみでカニクイイヌ属を構成する（単型）。

## 分布
アルゼンチン北部、ウルグアイ、ガイアナ、コロンビア、スリナム、パラグアイ、仏領ギアナ？、ブラジル（アマゾン川流域を除く）、ベネズエラ
模式標本の産地（模式産地）は、スリナム。

## 形態
頭胴長（体長）64.3センチメートル。尾長28.5センチメートル。体重5 - 8キログラム。背面の毛衣は灰色や淡赤褐色で、黄白色や黒の体毛が混じる。後頭部から尾基部にかけての正中線沿い（背線）は黒みがかり、胸部や腹部は白い。顔や耳介・四肢前面は赤みがかり、喉・耳介や尾の先端は黒い。
歯列は門歯が上下6本、犬歯が上下2本、小臼歯が上下8本、臼歯が上下6本で計44本。犬歯はやや小型で、上顎第4小臼歯と下顎第1臼歯（裂肉歯）も臼歯と比較すると小型。四肢は短く頑丈で、丈の長い草本の中を移動するのに適している。
出産直後の幼獣は120 - 160グラム。出産直後の幼獣の毛衣は濃灰色で、鼠蹊部に黄褐色の斑紋が入る。

## 分類
属名Cerdocyonは古代ギリシャ語でキツネの意があるkerdoとイヌの意があるcyonに由来し、種小名thosは古代ギリシャ語でジャッカルの意。
カニクイイヌ属には亜属としてコミミイヌ属やヤブイヌ属が含まれていたこともある。
以下の亜種の分類は、Wozencraft(2005)に従う。
- Cerdocyon thous thous (Linnaeus, 1766)
- Cerdocyon thous aquilus (Bangs, 1898)
- Cerdocyon thous azarae (Wied-Neuwied, 1824)
- Cerdocyon thous entrerianus (Burmeister, 1861)
- Cerdocyon thous germanus Allen, 1923
- Cerdocyon thous soudanicus (Thomas, 1903)

## 生態
標高3,000メートル以下にある森林・低木林やサバンナ・湿原などに生息する。ベネズエラの観察例では乾季になると低地へ、雨期になると高地へ移動する。互いに重複する54 - 96ヘクタールの行動圏内で生活する。ベネズエラの観察例では主にペアで生活するが、採食は別々に行う。夜行性。雌雄共に後肢を上げて尿による臭い付けを行う。
小型哺乳類、鳥類、爬虫類、両生類、バッタなどの昆虫、カニ、バナナ・マンゴーなどの果実などを食べる。ベネズエラの観察例では乾季は脊椎動物やカニを、雨期は昆虫を多く食べる傾向がある。
繁殖様式は胎生。周年繁殖するが、主に11 - 12月に交尾を行う。妊娠期間は52 - 59日。主に1 - 2月に、1回に3 - 6頭の幼獣を産む。出産間隔は7 - 8か月。飼育下では年に2回繁殖した例がある。生後35日で成獣と同じような毛衣になる。飼育下では11年6か月の生存例がある。

## 人間との関係
家禽やヒツジの幼獣を食害する害獣とみなされることもある。毛皮が商品的価値が低く商取引は一般的ではないが、アルゼンチンではチコハイイロギツネ・ウルグアイでパンパスギツネの毛皮として取引されていたとする報告例もある。
イヌからの感染症の伝播が懸念されているが、2015年の時点では種として絶滅のおそれは低いと考えられている。1992年に、ワシントン条約附属書IIに掲載された。